# Nina Kemppel
Nina Kemppel (* 14. Oktober 1970 in Boulder) ist eine ehemalige US-amerikanische Skilangläuferin.

## Werdegang
Kemppel lief im März 1990 in Lahti ihr erstes Weltcuprennen, das sie auf dem 57. Platz über 5 km Freistil beendete. Bei den Olympischen Winterspielen 1992 in Albertville belegte sie den 56. Platz über 5 km klassisch und den 52. Rang in der anschließenden Verfolgung. Ihre besten Platzierungen bei den Nordischen Skiweltmeisterschaften 1993 in Falun waren der 27. Platz über 5 km klassisch und der achte Rang mit der Staffel und bei den Olympischen Winterspielen 1994 in Lillehammer der 27. Platz über 30 km klassisch und der zehnte Rang mit der Staffel. Bei den Nordischen Skiweltmeisterschaften 1995 in Thunder Bay kam sie auf den 42. Platz in der Verfolgung, auf den 35. Rang über 30 km Freistil und jeweils auf den 32. Platz über 5 km klassisch und 15 km klassisch. In der Saison 1995/96 errang sie bei 13 Weltcupstarts, achtmal die Punkteränge und erreichte mit dem 34. Platz im Gesamtweltcup ihr bestes Gesamtergebnis. Ihr bestes Resultat bei den Nordischen Skiweltmeisterschaften 1997 in Trondheim war der 27. Platz über 30 km klassisch.
Bei den Olympischen Winterspielen 1998 in Nagano belegte Kemppel den 67. Platz über 5 km klassisch und den 52. Rang über 15 km klassisch. Ihre besten Resultate bei den Nordischen Skiweltmeisterschaften 1999 in Ramsau am Dachstein waren der 34. Platz über 30 km klassisch und der 14. Rang mit der Staffel. In der Saison 2000/01 holte sie in Vernon über 10 km Freistil ihren ersten Sieg im Continental-Cup und erreichte in Soldier Hollow mit dem 14. Platz im Skiathlon ihr bestes Einzelergebnis im Weltcup. Beim Saisonhöhepunkt, den Nordischen Skiweltmeisterschaften 2001 in Lahti lief sie auf den 39. Platz im Sprint, auf den 35. Rang über 15 km klassisch, auf den 23. Platz über 10 km klassisch und auf den 22. Rang im Skiathlon. Nach Platz zwei über 10 km klassisch beim Continental-Cup in Fairbanks zu Beginn der Saison 2001/02, siegte sie beim Continental-Cup in Silver Star über 5 km klassisch und 10 km Freistil. Ihre besten Platzierungen bei den Olympischen Winterspielen 2002 in Salt Lake City waren der 15. Platz über 30 km klassisch und der 13. Rang mit der Staffel. Ihr 110. und damit letztes Weltcupeinzelrennen absolvierte sie im März 2002 in Lillehammer beim Birkebeinerrennet, das sie auf dem 41. Platz beendete.

## Siege bei Continental-Cup-Rennen
| Nr. | Datum             | Ort         | Disziplin      | Serie           |
| --- | ----------------- | ----------- | -------------- | --------------- |
| 1.  | 26. November 2000 | Vernon      | 10 km Freistil | Continental-Cup |
| 2.  | 22. November 2001 | Silver Star | 5 km klassisch | Continental-Cup |
| 3.  | 25. November 2001 | Silver Star | 10 km Freistil | Continental-Cup |

## Teilnahmen an Weltmeisterschaften und Olympischen Spielen

### Olympische Spiele
- 1992 Albertville: 52. Platz 10 km Freistil Verfolgung, 56. Platz 5 km klassisch
- 1994 Lillehammer: 10. Platz Staffel, 27. Platz 30 km klassisch, 28. Platz 5 km klassisch, 31. Platz 10 km Freistil Verfolgung, 42. Platz 15 km Freistil
- 1998 Nagano: 52. Platz 15 km klassisch, 67. Platz 5 km klassisch
- 2002 Salt Lake City: 13. Platz Staffel, 15. Platz 30 km klassisch, 29. Platz 15 km Freistil Massenstart, 30. Platz 10 km Skiathlon, 38. Platz 10 km klassisch

### Nordische Skiweltmeisterschaften
- 1993 Falun: 8. Platz Staffel, 27. Platz 5 km klassisch, 30. Platz 10 km Freistil Verfolgung, 34. Platz 30 km Freistil, 55. Platz 15 km klassisch
- 1995 Thunder Bay: 32. Platz 15 km klassisch, 32. Platz 5 km klassisch, 35. Platz 30 km Freistil, 42. Platz 10 km Freistil Verfolgung
- 1997 Trondheim: 27. Platz 30 km klassisch, 33. Platz 10 km Freistil Verfolgung, 34. Platz 15 km Freistil, 40. Platz 5 km klassisch
- 1999 Ramsau am Dachstein: 14. Platz Staffel, 34. Platz 30 km klassisch, 40. Platz 15 km Freistil, 58. Platz 5 km klassisch
- 2001 Lahti: 22. Platz 10 km Skiathlon, 23. Platz 10 km klassisch, 35. Platz 15 km klassisch, 39. Platz Sprint Freistil

## Platzierungen im Weltcup

### Weltcup-Statistik
Die Tabelle zeigt die erreichten Platzierungen im Einzelnen.
- 1.–3. Platz: Anzahl der Podiumsplatzierungen
- Top 10: Anzahl der Platzierungen unter den ersten zehn
- Punkteränge: Anzahl der Platzierungen innerhalb der Punkteränge
- Starts: Anzahl gelaufener Rennen in der jeweiligen Disziplin
- Hinweis: Bei den Distanzrennen erfolgt die Einordnung gemäß FIS.

| Platzierung         | Distanzrennen a | Distanzrennen a | Distanzrennen a | Distanzrennen a | Distanzrennen a | Skiathlon Verfolgung | Sprint | Etappen- rennen b | Gesamt | Team c | Team c  |
| Platzierung         | ≤ 5 km          | ≤ 10 km         | ≤ 15 km         | ≤ 30 km         | > 30 km         | Skiathlon Verfolgung | Sprint | Etappen- rennen b | Gesamt | Sprint | Staffel |
| ------------------- | --------------- | --------------- | --------------- | --------------- | --------------- | -------------------- | ------ | ----------------- | ------ | ------ | ------- |
| 1. Platz            |                 |                 |                 |                 |                 |                      |        |                   |        |        |         |
| 2. Platz            |                 |                 |                 |                 |                 |                      |        |                   |        |        |         |
| 3. Platz            |                 |                 |                 |                 |                 |                      |        |                   |        |        |         |
| Top 10              |                 |                 |                 |                 |                 |                      |        |                   |        |        | 4       |
| Punkteränge         | 6               | 9               | 4               | 8               |                 | 2                    | 5      |                   | 34     |        | 8       |
| Starts              | 29              | 21              | 16              | 14              | 1               | 16                   | 13     |                   | 110    |        | 8       |
| Stand: Karriereende |                 |                 |                 |                 |                 |                      |        |                   |        |        |         |

### Weltcup-Gesamtplatzierungen
| Saison    | Gesamt | Gesamt | Langdistanz | Langdistanz | Sprint | Sprint |
| Saison    | Punkte | Platz  | Punkte      | Platz       | Punkte | Platz  |
| --------- | ------ | ------ | ----------- | ----------- | ------ | ------ |
| 1992/93   | 5      | 63.    | –           | –           | –      | –      |
| 1993/94   | 7      | 60.    | –           | –           | –      | –      |
| 1994/95   | 28     | 49.    | –           | –           | –      | –      |
| 1995/96   | 50     | 34.    | –           | –           | –      | –      |
| 1996/97   | 5      | 72.    | 1           | 54.         | –      | –      |
| 1997/98   | –      | –      | –           | –           | –      | –      |
| 1998/99   | 10     | 64.    | 10          | 44.         | –      | –      |
| 1999/2000 | 26     | 57.    | 13          | 36.         | 13     | 47.    |
| 2000/01   | 69     | 48.    | –           | –           | 14     | 54.    |
| 2001/02   | 17     | 72.    | –           | –           | –      | –      |